# Hildegard Falck
Hildegard Falck (z domu Janze, później Kimmich, ur. 8 czerwca 1949 w Nettelrede) – niemiecka lekkoatletka, specjalizująca się w biegach średniodystansowych, dwukrotna medalistka igrzysk olimpijskich z 1972 r. z Monachium: złota w biegu na 800 metrów oraz brązowa w sztafecie 4 × 400 metrów.

## Finały olimpijskie
- 1972 – Monachium, bieg na 800 m – złoty medal
- 1972 – Monachium, sztafeta 4 × 400 m – brązowy medal

## Inne osiągnięcia
- rekordzistka świata w biegu na 800 m – od 11/07/1971 do 24/08/1973
- mistrzyni Niemiec w biegu na 800 m – 1970, 1971, 1973
- mistrzyni Niemiec w biegu na 800 m (hala) – 1970, 1971
- 1971 – Sofia, halowe mistrzostwa Europy – złoty medal w biegu na 800 m
- 1971 – Helsinki, mistrzostwa Europy – srebrny medal w sztafecie 4 × 400 m

## Rekordy życiowe
- bieg na 400 metrów – 53,1 (1974)
- bieg na 800 metrów – 1:58,45 (1971)